# قشلاق بختیار
قشلاق بختیار یک روستا در ایران است که در استان اردبیل واقع شده‌است. قشلاق بختیار ۱۲۴ نفر جمعیت دارد.